# ビッグ・ビート (アルバム)
『ビッグ・ビート』（Big Beat）は、アメリカ合衆国出身のロック・バンドであるスパークスが1976年に発表した、通算6作目のアルバムである。

## 解説

### 経緯
1975年のイギリスとアメリカのツアーが終わりに差し掛かったころ、ロンとラッセルのメイル兄弟はマネージャーのジョン・ヒューレットに、自分達以外のメンバーが全員イギリス人だったバンドを解散して新たにアメリカ人のミュージシャンを起用するつもりだと言った。ヒューレットは衝撃を受けて兄弟の決意を翻そうと説得したが、彼等はアメリカン・ミュージックを取り込めばアメリカでの成功が得られると確信して、ヒューレットの説得を退けた。こうして次の大きな目標はアメリカでの成功になった。
1982年にロンは当時を回想して次のように語った。
我々はイングランドにうんざりしていた。天気は酷くて、田舎の雰囲気にも飽きてきた。最初は古風だったものが、やがて本当にうっとうしいものになった。音楽シーンは気に入っていたが、ロサンゼルスに帰って元に戻る（"defrost"）必要があった。
それまではアイランド・レコードがアメリカを含めて彼等のレコード発売を取り扱っていたが、新たにコロムビア・レコードがアメリカでの発売を担当することになり、全国にわたった市場の確保が見込めるようになった。
コロムビア・レコードの親会社であるCBSの依頼で、ルパート・ホルムズとジェフリー・レッサー（Jeffrey Lesser）がプロデューサーを務めることになった。メイル兄弟はギタリストのジェフリー・サレン（Jeffrey Salen）、ベーシストのサル・メイダ（Sal Maida）、ドラマーのヒリー・ボーイ・マイケルズ（Hilly Boy Michaels）を迎え、1976年の夏にニューヨークのメディアサウンド・スタジオ（Mediasound Studios）で本作を制作した。

### 内容
前作『スパーク・ショー』（1975年）では時折過剰なまでの音作りがなされていたので、メイル兄弟は変化が必要だと考えていた。二人は何らかの理由で力強いプロトメタルの路線を選んだので、奇抜さが失われた。
「アイ・ライク・ガールズ」は前身に当たるハーフネルソンがアメリカで1972年にベアズヴィル・レコードと契約を結んで最初にレコーディングした曲の再録音版。原曲はシングル発表を見送られてお蔵入りしたが、ステージではハーフネルソン時代、スパークス時代を通じて、演奏され続けてきた。
「アイ・ライク・ガールズ」と「ビッグ・ボーイ」がシングル・カットされたが不発に終わり、アルバムも英米いずれにおいてもチャートインしなかった。

## 収録曲
作詞・作曲の記載がない収録曲はRon Mael作である。邦題は日本盤CDに準拠。

### オリジナルLP
| #         | タイトル                                                          | 作詞・作曲 | 時間  |
| --------- | ----------------------------------------------------------------- | ---------- | ----- |
| 1.        | 「ビッグ・ボーイ Big Boy」                                        |            | 3:17  |
| 2.        | 「ライク・エヴリバディ・エルス I Want to Be Like Everybody Else」 |            | 2:53  |
| 3.        | 「ナッシング・トゥ・ドゥ Nothing to Do」                          |            | 3:05  |
| 4.        | 「ミシシッピ川を買った男 I Bought the Mississippi River」         |            | 2:27  |
| 5.        | 「フィラー・アップ Fill-er-up」                                   |            | 2:17  |
| 6.        | 「エブリバディーズ・ステューピッド Everybody's Stupid」           |            | 3:35  |
| 合計時間: | 合計時間:                                                         | 合計時間:  | 17:34 |

| #         | タイトル                                          | 作詞・作曲 | 時間  |
| --------- | ------------------------------------------------- | ---------- | ----- |
| 1.        | 「新しい彼女 Throw Her Away (And Get a New One)」 |            | 3:38  |
| 2.        | 「コンフュージョン Confusion」                    |            | 3:21  |
| 3.        | 「スクリュード・アップ Screwed Up」               |            | 4:16  |
| 4.        | 「ホワイト・ウーマン White Women」                |            | 3:20  |
| 5.        | 「アイ・ライク・ガールズ I Like Girls」           |            | 2:53  |
| 合計時間: | 合計時間:                                         | 合計時間:  | 17:28 |

### CD
| #         | タイトル                                                                         | 作詞・作曲                  | 時間  |
| --------- | -------------------------------------------------------------------------------- | --------------------------- | ----- |
| 1.        | 「ビッグ・ボーイ Big Boy」                                                       |                             | 3:17  |
| 2.        | 「ライク・エヴリバディ・エルス I Want to Be Like Everybody Else」                |                             | 2:53  |
| 3.        | 「ナッシング・トゥ・ドゥ Nothing to Do」                                         |                             | 3:05  |
| 4.        | 「ミシシッピ川を買った男 I Bought the Mississippi River」                        |                             | 2:27  |
| 5.        | 「フィラー・アップ Fill-er-up」                                                  |                             | 2:17  |
| 6.        | 「エブリバディーズ・ステューピッド Everybody's Stupid」                          |                             | 3:35  |
| 7.        | 「新しい彼女 Throw Her Away (And Get a New One)」                                |                             | 3:38  |
| 8.        | 「コンフュージョン Confusion」                                                   |                             | 3:21  |
| 9.        | 「スクリュード・アップ Screwed Up」                                              |                             | 4:16  |
| 10.       | 「ホワイト・ウーマン White Women」                                               |                             | 3:20  |
| 11.       | 「アイ・ライク・ガールズ I Like Girls」                                          |                             | 2:53  |
| 12.       | 「抱きしめたい I Want To Hold Your Hand」(ボーナストラック)                      | John Lennon, Paul McCartney | 2:56  |
| 13.       | 「イングランド England」(ボーナストラック)                                       |                             | 3:18  |
| 14.       | 「ゴーン・ウィズ・ザ・ウィンド Gone With The Wind」(ボーナストラック)            | Russell Mael                | 3:07  |
| 15.       | 「インストラクション／コンフュージョン Intrusion/Confusion」(ボーナストラック)   |                             | 2:47  |
| 16.       | 「ルックス・アーント・エヴリシング Looks Aren't Everything」(ボーナストラック)   |                             | 3:28  |
| 17.       | 「テアリング・ザ・プレイス・アパート Tearing The Place Apart」(ボーナストラック) |                             | 3:38  |
| 合計時間: | 合計時間:                                                                        | 合計時間:                   | 54:16 |

## 参加ミュージシャン
- ロン・メイル　Ron Mael – キーボード
- ラッセル・メイル　Russell Mael – ヴォーカル
- サル・メイダ　Sal Maida – ベース
- ジェフリー・サレン　Jeffrey Salen[11] – ギター
- ヒリー・ボーイ・マイケルズ　Hilly Boy Michaels – ドラムス

## ツアーと映画『ジェット・ローラー・コースター』への出演
本作発表の後、彼等は1976年11月6日のサンタバーバラ公演を皮切りに国内ツアーを行なった。メンバーはメイル兄弟と本作の参加メンバーだったドラマーのヒリー・ボーイ・マイケルズ、新メンバーとしてギタリストのLuke ZamperiniとJim McAllister、ベーシストのDavid Swansonだった。コンサートはヘッドライナーもしくはパティ・スミス・グループの前座で、ロンはピアノの椅子を叩き壊すという見せ場を作った。Swansonはツアーの途中で、本作の参加メンバーだったサル・メイダと交代した。
また1976年9月に撮影が始まったアメリカのパニック映画『ジェット・ローラー・コースター』（1977年公開）に出演した。ローラーコースターの開設式のコンサートを務める役だった。彼等の撮影はカリフォルニア州サンタクラリタのバレンシアの遊園地『シックス・フラッグス・マジック・マウンテン』に同年開設されたローラーコースター『グレイト・アメリカン・レボリューション』の前で行なわれ、彼等は本作収録曲の「フィラー・アップ」と「ビッグ・ボーイ」を演奏し、ロンはピアノの椅子を叩き壊した。